# Anisotropie

Image du rayonnement fossile anisotrope capturée par WMAP.

L'anisotropie (contraire d'isotropie) est la propriété d'être dépendant de la direction. Quelque chose d'anisotrope pourra présenter différentes caractéristiques selon son orientation.
Un exemple simple est celui des lunettes de soleil polarisantes qui ne laissent pas passer la lumière selon la direction dans laquelle on les regarde. Ceci est aussi visible sur certains écrans d'ordinateurs plats qui n'affichent pas les mêmes couleurs : on dit que leur rayonnement est anisotrope.

## En physique
En physique, l'étude des phénomènes naturels conduit partout à étudier des propriétés physiques anisotropes. En physique des matériaux notamment, on étudie en particulier l'anisotropie :
- des propriétés mécaniques. Le bois et divers matériaux composites présentent une plus grande résistance dans certaines directions ;
- des propriétés de conductivité électrique. Le graphite, par exemple, est beaucoup plus conducteur dans le plan des feuillets que dans la direction perpendiculaire ;
- des propriétés de conduction thermique. C'est le cas de nombreux matériaux utilisés en électronique servant à évacuer la chaleur ;
- des propriétés optiques. L'anisotropie des propriétés optiques porte le nom de biréfringence. Elle se manifeste notamment par le phénomène de double réfraction et trouve de nombreuses applications en optique ;
- de la dilatation thermique.

De plus, tous les types de corps peuvent présenter des propriétés anisotropes, les solides, mais aussi les liquides (par exemple les cristaux liquides) ou les gaz (par exemple lorsqu'on prend en compte les différentes couches qui composent l'atmosphère).
L'anisotropie n'est pas pour autant l'apanage de la physique des matériaux. Ainsi, les cosmologistes parlent d'anisotropie pour décrire les fluctuations du rayonnement fossile issu du Big Bang. La température détectée des micro-ondes cosmiques fossiles est différente selon la direction (voir image en début d'article).
Certains plasmas présentent des propriétés d'anisotropie. Le champ magnétique d'un plasma peut par exemple être orienté. Il peut aussi présenter une filamentation dans une direction particulière.

## En anatomie
L'os est un matériau anisotrope. L'os adulte n'a pas les mêmes propriétés mécaniques selon la direction des contraintes. Il est 1,5 à 2 fois plus résistant aux contraintes en compression qu'en tension. Ceci explique la fréquence des fractures par torsion, une contrainte composée où la tension joue le rôle principal.

## En imagerie informatique
Certains écrans d'ordinateurs changent d'apparence selon la direction dans laquelle on les observe, comme c'est le cas du velours ou de certaines peintures.
Voir aussi : filtrage anisotrope.

## En géologie
Les formations géologiques de différentes couches de sédiments peuvent présenter une anisotropie électrique : leur conductivité électrique varie selon la direction. Cette propriété est utilisée dans l'industrie du pétrole et du gaz naturel pour repérer des zones exploitables, grâce à l'étude du sable et du schiste. Le sable contenant des hydrocarbures présente une faible conductivité, tandis que les schistes en ont une plus importante.
En tectonique, l'anisotropie correspond à une variation de la force des mouvements de la croûte terrestre selon la ou les directions de ces mouvements. Diverses situations peuvent amener ce régime de contrainte anisotrope : plis particuliers des couches géologiques, positions respectives de couches de différentes compositions, une combinaison de ces facteurs, associée ou non avec une ou des failles tectoniques. Cette dernière situation est illustrée par le séisme de 1953 de Céphalonie, qui a abouti au relèvement de la Céphalonie de 60 cm,.

## En géographie des transports
En géographie des transports, on parle d'anisotropie pour décrire la déformation que peut créer un axe de transport sur le temps ou le coût de transport. Le réseau de transport crée une différenciation entre différents points de l'espace. Par exemple, une autoroute crée une déformation du coût en temps pour aller d'un point A et B. Un point C en dehors du système autoroutier va voir son temps de parcours relatif rallongé par rapport aux deux points précédents.